# География на Лихтенщайн
Природата на Лихтенщайн дължи красотата си изключително и само на 2 компонента, свързани неразделно — Алпите и долината на Рейн.
Над Вадуц се намире връх Три сестри, познат със своята красота.
Малките селца и ферми, сгушени в ръкавите на Рейн и стоящи под достолепни планински върхове, са като визитна картичка на Лихтенщайн.